# Istihlal
Istihlâl (arabe : استحلال [istiḥlāl]) est un terme utilisé dans la jurisprudence islamique (fiqh) pour se référer à la loi islamique (Charia) concernant le fait de rendre certaines mesures comme admissibles ou permises (halal) alors qu'elles ne le sont pas. La conséquence d'un tel acte ou d'une telle parole est en général le statut de mécréant (kafir) à l'unanimité du consensus des oulémas.
Dans son livre Sârim al-Masloûl, Ibn Taymiyya expliqua que l'istihlâl était de plusieurs types :
- rendre une chose licite alors qu'elle est interdite, ceci par ignorance ;
- rendre une chose licite alors qu'elle est interdite, et ceci par révolte, par suivi aveugle de ses passions ou encore par orgueil.

Dans ces deux cas, est considéré comme mécréant celui qui pratique l'istihlâl pour lui-même ou bien décide d'en faire une nouvelle loi, c'est à faire qu'il va légiférer (tachri') quelque chose de contradictoire avec la charia, constituée sur la base du Coran et de la tradition islamique (sunna) .

« Car l'istihlâl est : le fait de croire qu'Allah ne l’a pas interdit, ou d'autres fois c'est de ne pas croire qu'Allah l'a interdit [...]. Et certaines fois, il consiste à savoir qu'Allah l'a interdit, et que le messager n'interdit que ce qu'Allah interdit, mais de refuser d'adhérer à cette interdiction, et de s'opposer à Celui qui l’a interdit (c'est-à-dire Allah), et ceci est une mécréance pire que celui d’avant (c'est-à-dire pire que celui qui pratique l'istihlâl par ignorance). »

Il convient cependant de nuancer le deuxième point car celui qui commet un interdit tout sachant que ça l'est et regrette son acte (ou sa parole), son statut n'est pas identique à celui qui préfère continuer à suivre ses passions. Ceci a été expliqué par Ibn Taymiyya en ces termes :

« Lorsque le serviteur fait un péché en ayant conviction qu'Allah le lui a interdit, et se soumet à l’ordre d'Allah en son for intérieur à l'interdiction d’Allah et ce qu'Il a exigé : celui-là n’est pas mécréant. »

Il n'est donc pas considéré comme mécréant vis-à-vis de la loi islamique.